# Chris Hammes
Christiaan Hendrik (Chris) Hammes  (Andijk, 13 oktober 1872 – Hees, 10 januari 1965) was een Nederlands schilder en etser.

## Leven en werk
Christiaan of Chris Hammes was een zoon van dorpsdokter Pieter Hammes (1832-1901) en Maria Henrietta van Steenis (1835-1900). Hij bezocht de HBS in Hoorn. Hij had talent voor tekenen en wilde graag schilder worden. Zijn vader zag geen heil in een artistieke loopbaan, Chris mocht wel decoratieschilder worden en verhuisde daarvoor naar Amsterdam. Hij werkte overdag bij een decoratieschilder en volgde in de avonduren les aan de Kunstnijverheidsschool Quellinus, onder leiding van Bart van Hove. Hammes ging door in de artistieke richting en vervolgde zijn opleiding aan de Rijksschool voor Kunstnijverheid en de Rijksakademie (1896-1897) als leerling van August Allebé, Carel Dake en Nicolaas van der Waay.

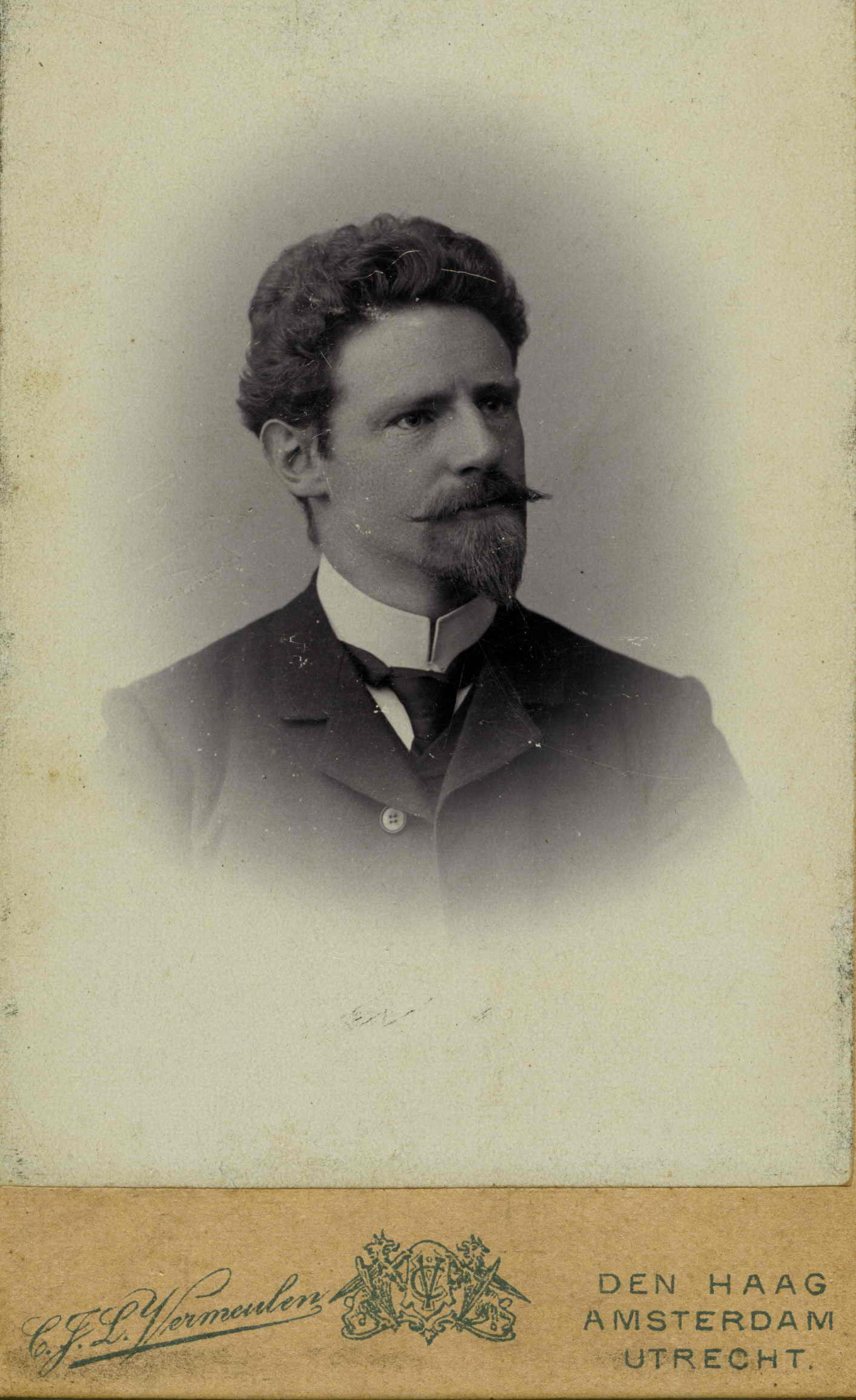
Carte de visite van C.H. Hammes

Hammes maakte meerdere (studie)reizen in binnen- en buitenland, onder meer met vriend J.H. Jurres naar Frankrijk en Spanje (1900-1901). Hij schilderde en etste vooral landschappen, dorpsgezichten en interieurs. Hij was vanaf 1901 lid van Arti et Amicitiae en Sint Lucas in Amsterdam en nam deel aan exposities van deze verenigingen. In 1908, 1909 en 1910 ontving hij een Koninklijke Subsidie voor Vrije Schilderkunst. In 1909 exposeerde hij met studiegenoten Herman Gouwe en Gerard Westermann in het Stedelijk Museum in Amsterdam, van de ruim 440 getoonde werken waren er 210 van Hammes. 
In 1910 verhuisde Hammes naar Maastricht. Hij trouwde een jaar later met Rudolphina Eugenia Wagner (1889-1971), uit Hees bij Nijmegen. Zij vestigden zich in 1912 op huize Laarhoek in Hees. Uit hun huwelijk werd de beeldhouwer Charles Hammes (1915-1991) geboren. Chris Hammes sloot zich aan bij de Nijmeegse kunstkring 'In Consten Een'. Hij ontving de erepenning van de gemeente Nijmegen en werd benoemd tot erevoorzitter van de Gemeenschap Beeldende Kunstenaars Nijmegen. In 1953 werd ter gelegenheid van zijn 80e verjaardag een overzichtstentoonstelling van zijn werk gehouden in de Waag in Nijmegen.
Hammes overleed in 1965, op 92-jarige leeftijd, in zijn woonplaats Hees.  Zijn werk is opgenomen in de collecties van onder andere het Rijksprentenkabinet, het Stedelijk Museum Amsterdam en museum Het Valkhof in Nijmegen. 
- Biografisch Portaal: 05448680
- Gemeinsame Normdatei: 174217587
- International Standard Name Identifier: 0000 0001 3934 4941
- Nederlandse Thesaurus van Auteursnamen: 093970218
- RKD-Nederlands Instituut voor Kunstgeschiedenis: 35705
- Union List of Artist Names: 500644128
- Virtual International Authority File: 188822532
- WorldCat: E39PBJyMhKgWh8RThMwVc4FMyd